# Peugeot 106
La Peugeot 106 è un'autovettura di piccole dimensioni prodotta dalla casa automobilistica francese Peugeot dal 1991 al 2004 in due distinte serie, andando ad occupare contemporaneamente due segmenti di mercato (A e B).

## Storia

### Prima serie (1991-1996)
Realizzata sul pianale della Citroën AX, la Peugeot 106 fu lanciata nell'autunno del 1991 come modello di base della casa francese, andando ad inserirsi quale alternativa più moderna. La 205 era in produzione già dal 1983 e nonostante l'aggiornamento estetico subito quasi in contemporanea all'avvento della sorella minore, si era resa necessaria una vettura più moderna. Per questo, le prime immagini della futura 106 comparvero sulla stampa specializzata già nel corso del 1989 - quando sembrava dovesse chiamarsi “105”, in continuità dunque con la 104 - ma si preferì aspettare altri due anni prima del lancio, al fine di sfruttare il più a lungo possibile la 205.
I pregi della nuova vettura sarebbero dovuti essere l’economia di esercizio, un prezzo concorrenziale, un disegno moderno, l’affidabilità del motore e la maneggevolezza nella guida, dovuta anche al peso molto ridotto.
Al suo debutto nel 1991, la 106 fu disponibile in quattro motorizzazioni, tre a benzina con alimentazione a carburatore e una diesel:
- 954 cm³ TU9 a benzina da 44 cv (DIN);
- 1124 cm³ TU1 a benzina da 60 cv (DIN);
- 1360 cm³ TU3 a benzina da 75 cv (DIN);
- 1360 cm³ TUD3 diesel aspirato da 50 cv (DIN).

Tutte le motorizzazioni erano a 2 valvole per cilindro, e le velocità massime erano rispettivamente di 149, 160 e 175 km/h per le vetture a benzina e di 149 km/h per la versione a gasolio.
I livelli di allestimento previsti per l'esordio commerciale della Peugeot 106 prima serie erano:
- XN: allestimento base con motore 954 cm³ a benzina (TU9);
- XND: allestimento base con motore 1.360 cm³ a gasolio (TUD3);
- XR: allestimento intermedio con motore 1.124 cm³ a benzina (TU1);
- XRD: allestimento intermedio con motore 1.360 cm³ a gasolio (TUD3);
- XT: allestimento di lusso con motore 1.124 cm³ a benzina (TU1);
- XS: allestimento sportivo con motore 1.360 cm³ a benzina (TU3).

Nel novembre del 1991 arrivò la prima novità: la 106 1.4 XSi, una versione sportiveggiante derivata dalla già esistente XS, che si caratterizzava per gli archi passaruota allargati, i cerchi in lega da 14" con gomme della misura 175/60 r14 79H, i sedili avvolgenti, la strumentazione completa di contagiri e termometro/barometro dell'olio motore, il motore a benzina di 1,4 litri di cilindrata con potenza di 100 CV (DIN) già in uso sulla Citroen AX GTi, un'unità motrice dalla erogazione appuntita, che venne resa elastica e reattiva ai bassi regimi attraverso l'adozione di una riduzione finale particolarmente corta (rapporto finale: 14/60), per una velocità massima pari a circa 190 km/h. Tutte le versioni vennero concepite senza dispositivi antinquinamento e solo nel 1992 vennero dotate di catalizzatore e sistema di alimentazione ad iniezione elettronica. Nello stesso anno, al salone dell'automobile di Parigi venne presentata la versione a 5 porte della 106.

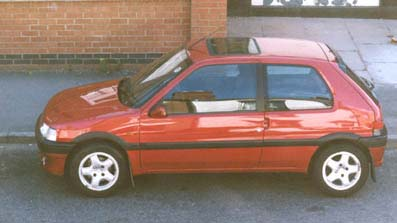
Linea laterale di una Peugeot 106 XSi 1.6 del 1995

Nel 1993 entrò in produzione un'ulteriore versione sportiva, concepita anche per essere impiegata nell'uso agonistico nell'ambito delle competizioni rallystiche della classe fino a 1.300 cm³: la 106 Rallye, erede della precedente 205 Rally, di cui conservò motore (TU24 di 1294 cm³ da 103 CV (DIN)) e cambio, pur adottando il sistema di iniezione elettronica in luogo dei 2 carburatori Weber 40 DCOE precedenti, un fatto che comportò la perdita di 5 CV (DIN) a vantaggio dei consumi e della regolarità di funzionamento. L'allestimento della nuova Rallye si manteneva spartano come la 205 sua omonima (assenza di alzacristalli e specchietti elettrici, mancanza di faretti supplementari, aerazione interna limitata), caratterizzandosi per gli archi passaruota supplementari di andamento squadrato, i cerchi in lamiera scampanati (ET 16) da 14x5,5' verniciati di bianco (pneumatici della misura 175/60 r14 82H), la moquette e le cinture di sicurezza di colore rosso, la carrozzeria disponibile solo nei colori rosso, nero e bianco. Il propulsore (sigla TU2) aveva una potenza di 98 “ CV (DIN), mentre il cambio aveva rapporti più corti di quello della 106 XSi 1.4 (rapporto finale di 13/59, il più corto mai montato su una 106 di serie) e il peso era contenuto in 765 kg. La velocità massima arrivava a 190 km/h. Molti esemplari di 106 XSI 1.4 e di 106 Rallye furono utilizzate anche nel settore agonistico, sia su pista che su strada, ottenendo spesso dei successi.
Nel 1994 la 106 XSi ricevette un motore 1.6 da 103 CV (DIN) sempre della famiglia TU (il TU5J2). Nacque così la 106 XSi 1.6, le cui prestazioni crebbero e la velocità massima arrivò a 196 km/h grazie a una rapportatura ottimale  (13/59 e/o 14/60 fino al 1997 e 16/65 nella fine serie fino all'avvento della 16v 120 CV con conica 16/63), andando a confermare la XSi come versione di punta della gamma 106.
Nel 1995, la 106 1.4 Diesel beneficiò di un nuovo motore, un 1.5 sempre aspirato che andò a sostituire il vecchio 1.4. Le prestazioni aumentarono leggermente, salendo a 155 km/h di velocità massima.

### Seconda serie (1996-2004)

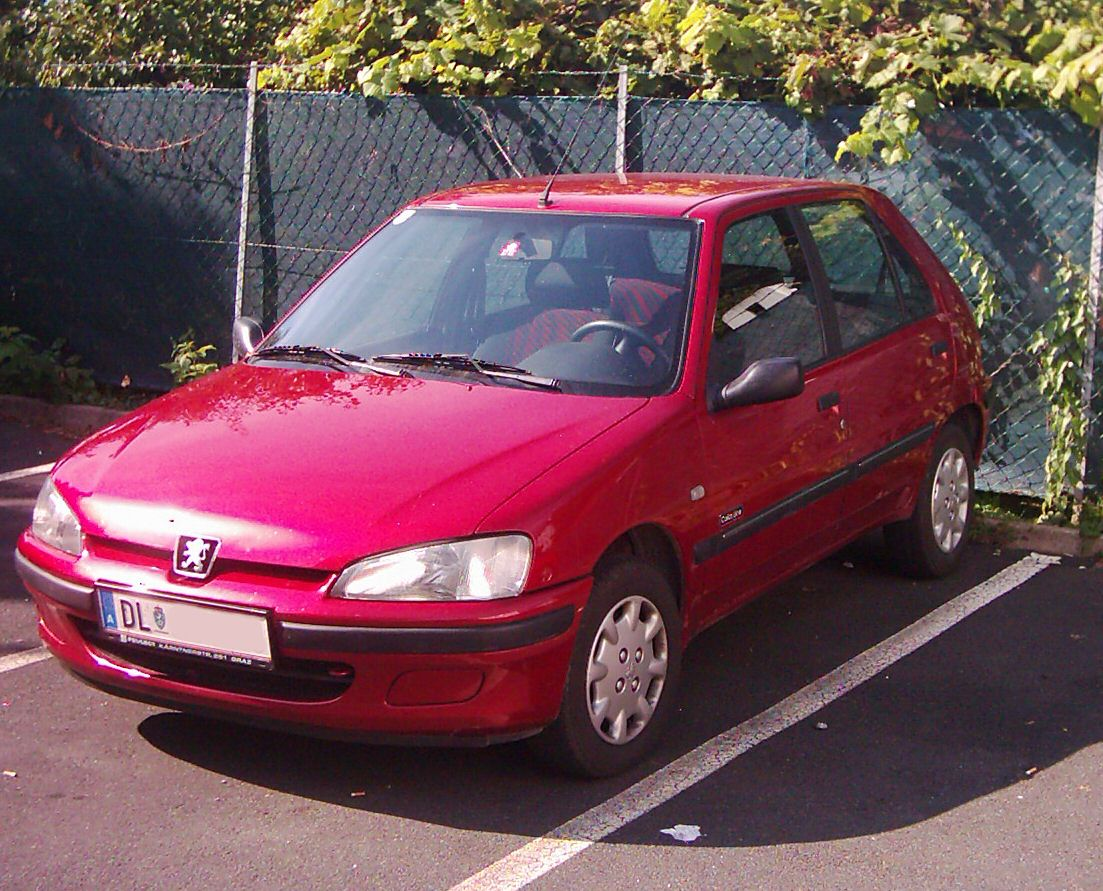
Peugeot 106 1.5 D II serie

All'inizio del 1996, la 106 fu sottoposta ad un deciso restyling: il corpo vettura crebbe di dimensioni fino a 3,678 metri, grazie al leggero aumento degli sbalzi anteriore e posteriore, i gruppi ottici, sia anteriori che posteriori, furono ridisegnati e lo stile generale fu rinfrescato, con forme più arrotondate seguendo lo stile dei modelli anni novanta come la seconda generazione di Opel Corsa o la nuova Fiat Punto. Nello stesso anno fu lanciata da Citroën la nuova Saxo, erede della AX che si presentava al pubblico con una linea molto simile a quella della piccola Peugeot, e che venne prodotta fino al 2004. Anche dal punto di vista delle motorizzazioni e delle versioni vi furono delle novità: la XSi uscì di produzione, sostituita quale modello sportivo accessoriato dalla nuova GTI (in altri mercati chiamata S16), prima 106 ad utilizzare un motore plurivalvole (TU5J4), mentre la Rallye venne rinnovata oltreché nella forma (assai simile alla GTI, pur con un allestimento più povero, privo di alzacristalli elettrici, condizionatore, faretti di profondità, cerchi in lega), anche nella meccanica, adottando il 1.6 della XSI. A fianco alle due versioni da 1,6 litri di cilindrata rimase comunque una terza versione sportiva con motore 1,4 denominata XS con 75 CV di potenza e 180 km/h. La GTi si impose come versione di punta, molto accessoriata, e grazie al suo motore da 120 CV, riuscì a raggiungere prestazioni elevate, con una velocità massima di 205 km/h, mentre la 106 Rallye 1.6 raggiungeva i 195 km/h. Quest'ultima fu nuovamente utilizzata come base per diverse competizioni.
Nel 1996 entra in produzione anche la 106 1.6 automatica, dotata, appunto di un cambio automatico a 3 rapporti e mossa dal 1.6 monoalbero da 88 cv (DIN) in uso sulla Saxo VTR. Questo modello verrà rimpiazzato alla fine del 1997 dalla 106 1.4 Automatica, che rimarrà in listino fino al 2000.

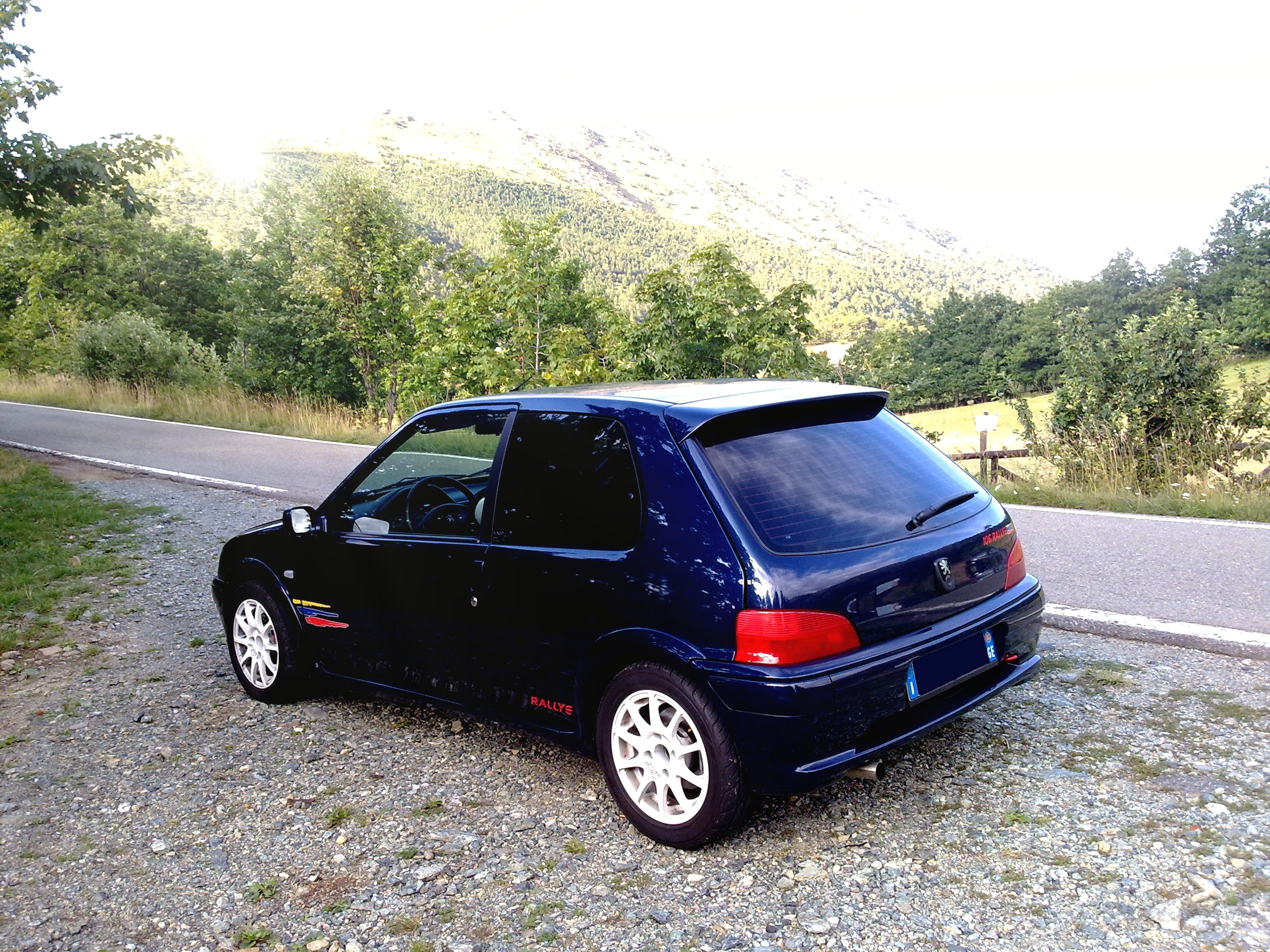
Peugeot 106 Rallye 1.6 16v II serie (2000)

Nella seconda metà del 1998 vi fu l'avvento della 206 e la gamma della 106 fu sfoltita notevolmente, per dar modo alla nuova arrivata di poter trovare una propria collocazione commerciale. La 106 fu relegata a vettura di segmento A. La versione XS venne variata in Sport, acquisendo fattezze di interni ed esterni assai simili al GTI, venendo declinata anche con motore a benzina da 1.124 cm³; la GTI fu rinominata Rallye 16 valvole, mantenendo le stesse caratteristiche di allestimento ricercato; nel 1999 la Rallye 8 valvole fu eliminata (ufficialmente per difficoltà nell'adeguare il TU5J2 alle normative antinquinamento), lasciando ai soli modelli Sport la funzione di modelli sportivi economici. Con questa configurazione, il listino delle 106 andò avanti fino al giugno del 2004, quando ne fu decretato definitivamente il pensionamento dopo 13 anni di produzione.
Nel 2005 è stata presentata la sostituta della 106, la Peugeot 107, dall'impostazione molto più "cittadina" e molto meno sportiveggiante.

## Linea e caratteristiche

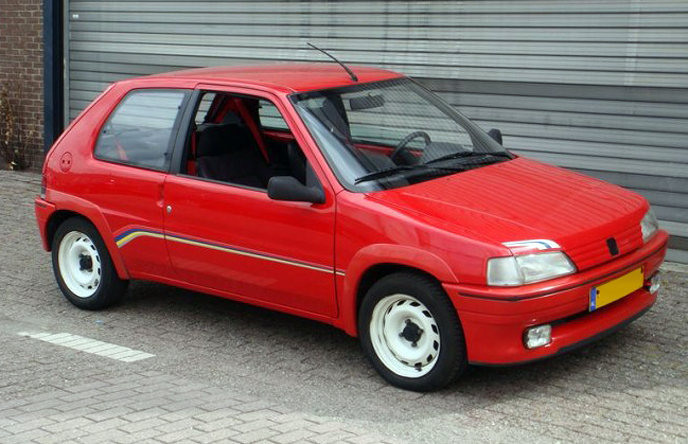
Peugeot 106 Rallye Mk1

Dotata di una linea classica da utilitaria a due volumi, con gli stilemi tipici della casa francese, la 106 prima serie seguiva il family feeling dei modelli Peugeot di fine anni ‘80, come la 405 e la 605: essa era pertanto caratterizzata da un frontale provvisto di fari trapezoidali inclinati verso il centro della calandra, segnata da scanalature orizzontali, al centro delle quali campeggia lo stemma del leone rampante. Le fiancate erano caratterizzate dai passaruota posteriori schiacciati verso il basso, tranne che sulla XSi, nella quale erano arrotondati. La carrozzeria, volutamente più corta di quella della 205, terminava con un padiglione piuttosto inclinato rispetto alla maggior parte delle concorrenti. Posteriormente i fari erano uno dei segni di distinzione tra questa serie e quella successiva: trapezoidali, erano divisi in due zone, una a plastiche rosse ed una a plastiche grigie. Nel 1996, con l'uscita di produzione della 205 dai principali mercati europei (tranne quello francese), la 106 fu ristilizzata, dando vita alla seconda serie, realizzata sullo stesso pianale, ma con sbalzo anteriore accentuato. In questo modo crebbe di dimensioni, in maniera tale da proporre una vettura che potesse compensare almeno in parte l'assenza della 205, almeno fino al 1998, anno in cui entrò in produzione la 206.

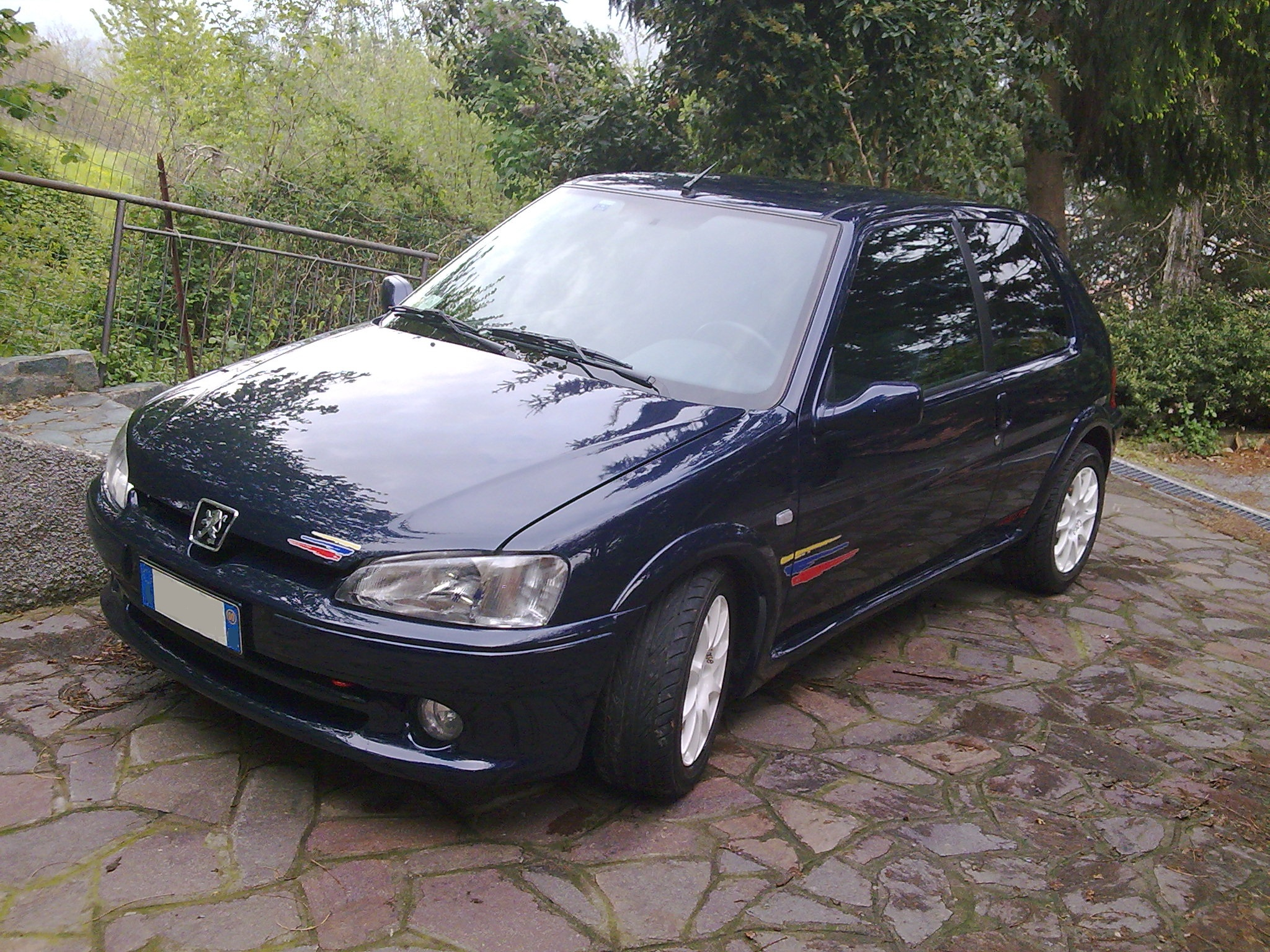
Peugeot 106 Rallye MK2

La seconda serie della 106 era riconoscibile per i fari anteriori di forma triangolare e sempre inclinati verso il centro della calandra, la quale non era più a scanalature orizzontali, ma completamente liscia e divisa orizzontalmente solo dalla battuta del cofano motore. La fiancata era simile nel design a quella della serie precedente. Le versioni sportive presentavano i passaruota posteriori arrotondati e non più schiacciati verso il basso, un po' come nella 106 XSi, appartenente alla prima serie. Posteriormente, oltre agli spigoli più smussati, i nuovi fari erano completamente rossi.

## Tecnica e sospensioni
La versione Rallye la 1,6 8v a 4 cilindri in linea è capace di erogare una potenza di 103 CV a 6200 giri/min e una coppia di 132,3 Nm a 3500 giri/min in combinazione ad un cambio manuale a 5 rapporti.
Il peso è di 900 kg, che porta la 106 Rallye 60 kg sotto le sue sorelle in allestimento 16v (GTI e S16). Ultimo aggiornamento della 106 sarà un 1,6 4 cilindri in linea DOHC che produce 118 CV/6600 giri/min e una coppia massima di 142,1 Nm/5200 giri/min.
Questo motore viene abbinato a un cambio manuale a 5 rapporti mentre viene mantenuta la combinazione di sospensioni di tipo MacPherson all'anteriore e a ponte rigido con bracci oscillanti e barre di torsione al posto delle molle al posteriore.
Questa versione 16v punta su un aggiornamento in stabilità e monta pneumatici maggiori rispetto alla precedente 8v (pur mantenendo un cerchio di diametro 14) con misura 185-55 R14; i primi equipaggiamenti di serie sono affidati a Pirelli e Michelin.

## Motorizzazioni
La 106 fu disponibile in diverse motorizzazioni sia a benzina che a gasolio. Tutte le motorizzazioni erano a 4 cilindri in linea, trazione anteriore e distribuzione ad asse a camme in testa con due valvole per cilindro. Facevano eccezione solo due modelli: la 106 GTI e la 106 Rallye 16v, dotate di distribuzione a 2 assi a camme in testa e 4 valvole per cilindro. Le motorizzazioni disponibili erano:
- 1.0: questo motore era discendente diretto del XV8 utilizzato negli anni settanta sulla Peugeot 104. Denominato TU9M/Z, si differenziava dal precedente per l'alimentazione ad iniezione elettronica anziché a carburatore. Disponeva di 50 CV a 6000 giri/min e permetteva alla 106 una velocità max di 150 km/h.
- 1.1: denominato TU1M/Z, era anch'esso un diretto discendente del 1.1 montato sulle Peugeot 104. Anch'esso trovava le sue differenze con il precedente 1.1 per il fatto di possedere l'iniezione elettronica. Tale motore erogava 60 CV a 6200 giri/min e permetteva alla 106 di raggiungere i 165 km/h.
- 1.3: tale motore discendeva invece direttamente dal 1.3 montato sulla precedente 205 Rallye e ne differiva anch'esso per la presenza dell'iniezione elettronica in luogo dei carburatori. Tale motore, denominato TU2J2/Z, era disponibile solo sulla 106 Rallye prima serie e arrivava ad erogare una potenza massima di 98 CV a 7200 giri/min. Con tale potenza, unita ad un peso ridotto, la vettura arrivava a una velocità massima di 190 km/h, e vantava particolari doti di ripresa ed accelerazione grazie al cambio, che su questa versione era particolarmente accorciato.
- 1.4 benzina: anche questo motore era strettamente imparentato con il 1.4 utilizzato sulla 104. Era disponibile in più varianti di potenza: quello di potenza più bassa, denominato TU3M/Z, erogava 75 CV a 5800 giri/min e consentiva alla 106 di raggiungere una velocità max di 180 km/h. In seguito, nella serie II, fu sostituito dalla versione TU3JP dotata di iniezione elettronica multipoint e che erogava 75 CV a 5500 giri/min e una coppia motrice di 111 N·m (11,3 kgm) a 3400 giri/min. Il motore di potenza più alta, denominato TU3FJ2/K, era disponibile solo sulla 106 1.4 XSi, erogava 100 CV di potenza massima ottenibili a 6800 giri/min e permetteva a questa 106 di raggiungere una velocità massima di 190 km/h. Nel solo anno 1993 fu introdotta una variante con catalizzatore, denominata TU3FJ2/K, che erogava una potenza massima leggermente inferiore, pari a 95 CV a 6800 giri/min. Con tale motorizzazione, anche la velocità massima rimase leggermente inferiore, per la precisione 187 km/h.
- 1.4 diesel: denominato TUD3, era un piccolo 4 cilindri aspirato a gasolio, della cilindrata di 1360 cm³. Tale motore erogava 53 CV a 5000 giri/min e permetteva alla 106 diesel 1.4 di raggiungere i 150 km/h di velocità massima.
- 1.5 diesel: denominato TUD5, sostituì il TUD3, in modo da ottenere una potenza leggermente superiore. Anch'esso aspirato, erogava 58 CV a 5000 giri. Con questo propulsore, la 106 diesel 1.5 raggiungeva una velocità massima di 155 km/h.
- 1.6: montato solo sulla 106 XSi 1.6 e sulle versioni più spinte delle 106 seconda serie, era disponibile in tre varianti di potenza. Il 1.6 di potenza inferiore, denominato TU5J/P, era disponibile unicamente sulla 106 1.6 automatica (dotata di cambio automatico) e disponeva di 90 CV a 5600 giri/min. Con tale potenza a disposizione raggiungeva una velocità massima di 178 km/h. Il 1.6 di potenza intermedia era denominato TU5J2/L3 ed era utilizzato sulla 106 XSi 1.6 e sulla 106 1.6 Rallye 8V. Disponeva di 103 CV a 6200 giri/min e spingeva le due 106 che lo montavano a 195 km/h di velocità massima. Il 1.6 di potenza massima previsto era il TU5J4 ed era montato sulle 106 GTi e 106 Rallye 1.6 16V. Era l'unico tra i motori a montare la distribuzione a due assi a camme in testa e a 4 valvole per cilindro. Disponeva di 120 CV a 6600 giri/min e spingeva le due versioni di 106 che lo montavano a 205 km/h di velocità massima.

## Versione elettrica

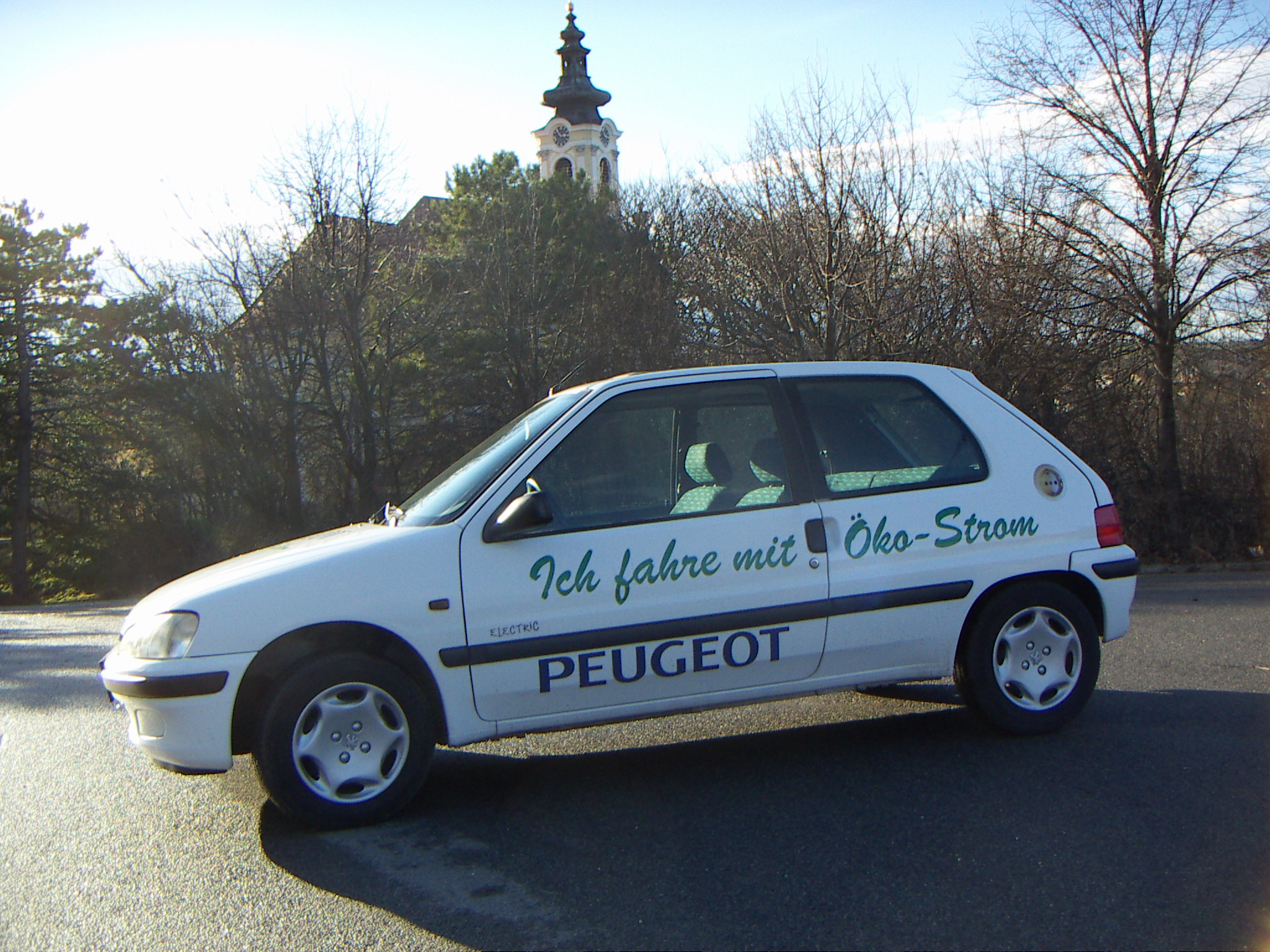
La Peugeot 106 Electrique

Nel 1995 Peugeot lancia sul mercato la versione elettrica denominata 106 Electrique; tale modello sarà venduto solo in alcuni mercati europei come Francia, Belgio, Olanda, Norvegia e Regno Unito. La vettura, figlia dello stesso progetto che ha visto nascere anche la Saxo in versione elettrica, utilizza un motore sincrono progettato dalla Heuliez erogante 27 cavalli abbinato a batterie al Nickel-cadmio prodotte dalla Saft Groupe S.A.. La trazione è anteriore e la casa dichiara una velocità massima di 90 Km/h, un'accelerazione da 0 a 50 Km/h in 8,3 secondi e un'autonomia variabile da 75 a 100 Km. La vettura venne inizialmente proposta in due versioni: Van a due posti al costo di 22.300.000 lire, e il modello tradizionale a tre porte con quattro posti da 30 milioni di lire. Di serie prevedeva servosterzo, vetri elettrici anteriori, chiusura centralizzata, autoradio, tergilavalunotto e avvisatore acustico per i passanti azionabile premendo la leva del tergicristallo. Le batterie avevano un costo stimato di circa 20 milioni di lire per ogni esemplare; in Francia venivano fornite a noleggio al prezzo di 200.000 lire al mese (per tutta la vita della vettura) comprensivi di assistenza e sostituzione ed erano garantite otto anni.
Vennero prodotti 3572 esemplari dal 1995 al 2003.

## Riepilogo versioni e caratteristiche
Di seguito vengono mostrate le principali caratteristiche delle diverse versioni previste per la 106. I dati fanno riferimento alla configurazione a tre porte: le corrispondenti versioni a 5 porte, laddove previste, erano caratterizzate da una massa a vuoto superiore di circa 20 kg.
| Modello            | Anni di produzione | Motore        | Cilindrata cm³ | Potenza CV/rpm | Coppia Nm/rpm | Cambio/ N°rapporti | Massa a vuoto (kg) | Velocità max | Acceler. 0–100 km/h | Consumo (l/100 km) |
| Versioni a benzina |                    |               |                |                |               |                    |                    |              |                     |                    |
| 106 954            | 1991-92            | TU9/K (C1A)   | 954            | 44/5200        | 73.6/2400     | M/4/5              | 760                | 145          | 19"                 | 5.9                |
| 106 954            | 1993-96            | TU9 M/Z (CDZ) | 954            | 50/6000        | 73.5/3700     | M/4/5              | 780                | 149          | 19"                 | 6.3                |
| 106 954            | 1996-01            | TU9 M/Z (CDZ) | 954            | 50/6000        | 73.5/3700     | M/4/5              | 795                | 150          | 19"2                | 6.6                |
| 106 1.1i           | 1991-92            | TU1 F2/K      | 1124           | 60/5800        | 87.5/3200     | M/4/5              | 780                | 160          | 13"8                | 5.7                |
| 106 1.1i           | 1993-96            | TU1 M/Z       | 1124           | 60/6200        | 87.5/3800     | M/4/5              | 780                | 165          | 13"7                | 6.4                |
| 106 1.1i           | 1996-00            | TU1 M/Z       | 1124           | 60/6200        | 87.5/3800     | M/4/5              | 815                | 165          | 13"7                | 7                  |
| 106 1.1i           | 2001-04            | TU1 JP        | 1124           | 60/5500        | 94/3400       | M/4/5              | 815                | 165          | 12"4                | 6.8                |
| 106 1.3i Rallye    | 1993-96            | TU2 J2/Z      | 1294           | 98/7200        | 108/5400      | M/4/5              | 765                | 190          | 9"3                 | 7.8                |
| 106 1.4i           | 1991-92            | TU3 F2/K      | 1360           | 75/5500        | 116/3800      | M/4/5              | 820                | 175          | 11"3                | 6.7                |
| 106 1.4i           | 1993-96            | TU3 M/Z       | 1360           | 75/5500        | 111/3400      | M/4/5              | 820                | 175          | 11"3                | 6.7                |
| 106 1.4i           | 1996-04            | TU3 M/Z       | 1360           | 75/5500        | 111/3400      | M/4/5              | 815                | 180          | 12"9                | 7.5                |
| 106 1.4 Automatica | 1997-00            | TU3 M/Z       | 1360           | 75/5500        | 111/3400      | A/3                | 885                | 166          | 17"                 | 7.9                |
| 106 1.4 XSi        | 1991-92            | TU3 FJ2/K     | 1360           | 98/6800        | 123/4200      | M/5                | 850                | 190          | 10"                 | 6.8                |
| 106 1.4 XSi Kat    | 1992-94            | TU3 FJ2/Z     | 1360           | 94/6600        | 117/4200      | M/5                | 860                | 187          | 10"                 | 7.5                |
| 106 1.6 Automatica | 1996-97            | TU5 JP        | 1587           | 88/5600        | 135/3000      | A/3                | 915                | 178          | 13"5                | 9.3                |
| 106 1.6 XSi        | 1994-96            | TU5 J2/L3     | 1587           | 103/6200       | 132/3500      | M/5                | 870                | 195          | 9"7                 | 7.6                |
| 106 1.6i Rallye    | 1996-99            | TU5 J2/L3     | 1587           | 103/6200       | 132/3500      | M/5                | 900                | 195          | 9"2                 | 8.4                |
| 106 1.6 16v GTI    | 1996-98            | TU5 J4        | 1587           | 118/6600       | 145/5200      | M/5                | 950                | 205          | 8"7                 | 8.1                |
| 106 1.6 16v Rallye | 1998-04            | TU5 J4        | 1587           | 118/6600       | 145/5200      | M/5                | 950                | 205          | 8"7                 | 8.1                |
| Versioni diesel    |                    |               |                |                |               |                    |                    |              |                     |                    |
| 106 1.4 diesel     | 1992-95            | TUD3          | 1360           | 50/5000        | 82/2500       | M/5                | 840                | 149          | 21"5                | 5.4                |
| 106 1.5 diesel     | 1995-96            | TUD5          | 1527           | 58/5000        | 95/2250       | M/5                | 880                | 155          | 16"9                | 4.8                |
| 106 1.5 diesel     | 1996-04            | TUD5          | 1527           | 58/5000        | 95/2250       | M/5                | 875                | 158          | 18"5                | 5.6                |

## Attività sportiva

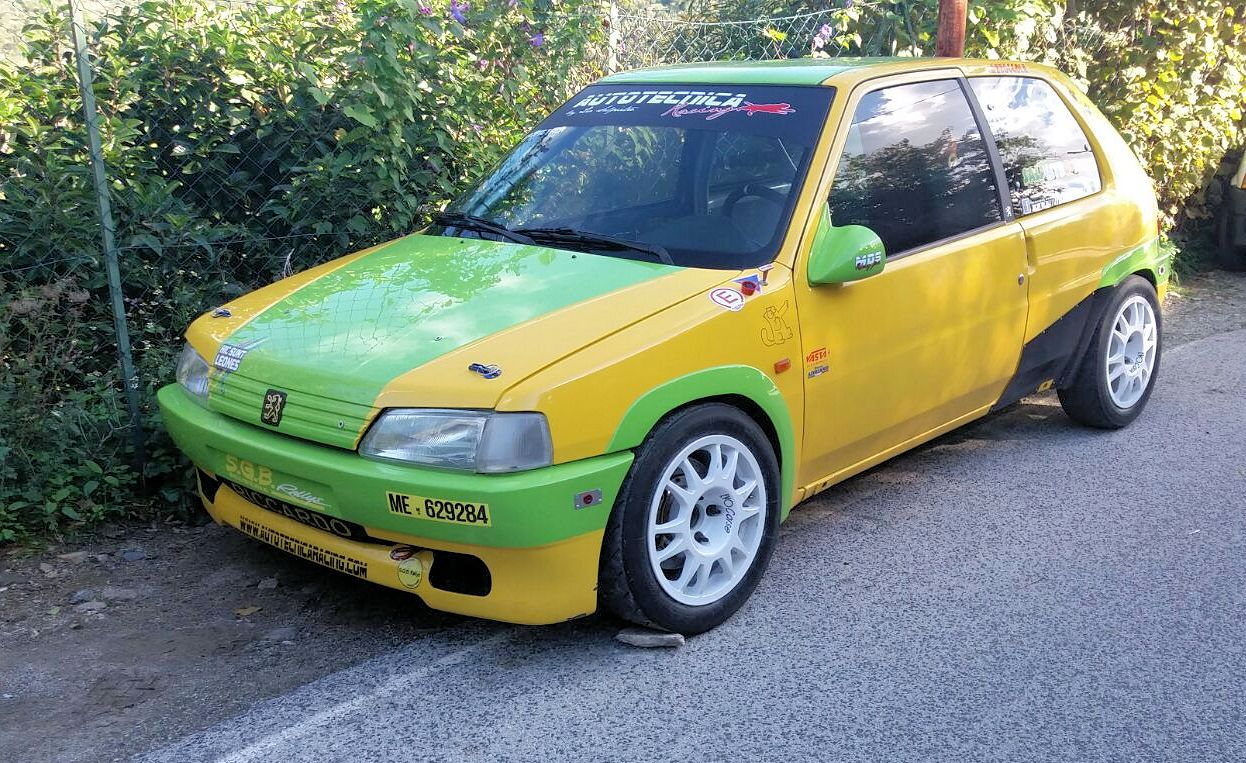
Peugeot 106 1300 Gruppo A

La 106 di serie è stata utilizzata nelle sue varianti 1300 Rally e 1600 Rally come base per diverse competizioni automobilistiche.
Due versioni diverse sono state impiegate nelle competizioni, una in conformità Gruppo N (pressoché di serie con lievi modifiche) e una in conformità Gruppo A con modifiche e prestazioni più elevate.
Dal 2014 le 1300 e le 1600 nonostante l'omologazione scaduta rientrano nelle normali categorie (Gruppo N e Gruppo A).
Come versione più potente di 106 impiegata nei rally troviamo il modello Maxi, una Kit Car variante della Gruppo A , con aspirazione a 4 farfalle, al posto della mono-farfalla, imposta per regolamento in Gruppo A.
La versione kit della 1300, ex K9, rientra nella classe A1400 e concorre insieme alla 106 gruppo A, invece la variante kit della 1600 forma classe a parte denominata K10. A partire dal 2018 in Italia la quasi totalità delle Peugeot 106 sono emigrate dai gruppi N e A ai nuovi gruppo Produzione di Serie e Produzione Evo in seguito all'entrata in vigore della normativa FIA sui serbatoi.
Negli ultimi anni e con l'avvento della categoria Racing Start numerose Peugeot 106 sono state usate come base per creare soprattutto una versione Racing Start di classe RS1600.